# Natação nos Jogos Pan-Americanos de 2023 - 100 m borboleta masculino
A competição de 100 m borboleta masculino da natação nos Jogos Pan-Americanos de 2023 foi disputada em 22 de outubro no Centro Acuático Estadio Nacional, em Santiago, no Chile. No total, competiram 30 atletas de 23 Comitês Olímpicos Nacionais (CON).

## Calendário
Horário local (UTC-4).
| Data          | Horário | Fase          |
| ------------- | ------- | ------------- |
| 22 de outubro | 09:31   | Eliminatórias |
| 22 de outubro | 16:37   | Final B       |
| 22 de outubro | 16:42   | Final A       |

## Medalhistas
| Ouro   | USA Lukas Miller   |
| Prata  | BRA Vinicius Lanza |
| Bronze | USA Arsenio Bustos |

## Recordes
Antes desta competição, os recordes mundiais e dos Jogos Pan-Americanos da prova eram os seguintes:
| Tipo                             | Atleta             | Tempo | Local | Data                |
| -------------------------------- | ------------------ | ----- | ----- | ------------------- |
|                                  | USA Caeleb Dressel | 49s45 | Tokyo | 31 de julho de 2021 |
| Recorde dos Jogos Pan-Americanos | USA Will Lincon    | 51s44 | Lima  | 7 de agosto de 2019 |

## Resultados

### Eliminatórias
Qualificação: Os oito mais rápidos (QA) qualificam-se para a final A e os próximos oito mais rápidos (QB) qualificam-se para a final B.
As eliminatórias foram realizadas em 22 de outubro.
| Pos. | Bateria | Raia | Atleta               | Nacionalidade                       | Tempo | Notas |
| ---- | ------- | ---- | -------------------- | ----------------------------------- | ----- | ----- |
| 1    | 4       | 4    | Lukas Miller         | USA Estados Unidos                  | 51.99 | QA    |
| 2    | 4       | 3    | Vinicius Lanza       | BRA Brasil                          | 52.78 | QA    |
| 3    | 3       | 5    | Jorge Otaiza         | VEN Venezuela                       | 53.08 | QA    |
| 4    | 4       | 5    | Victor Baganha       | BRA Brasil                          | 53.11 | QA    |
| 5    | 3       | 4    | Arsenio Bustos       | USA Estados Unidos                  | 53.21 | QA    |
| 6    | 2       | 4    | Finlay Knox          | CAN Canadá                          | 53.33 | QA    |
| 7    | 3       | 3    | Ángel Martínez       | MEX México                          | 53.95 | QA    |
| 8    | 4       | 6    | David Arias          | COL Colômbia                        | 53.97 | QA    |
| 9    | 4       | 2    | Esnaider Reales      | COL Colômbia                        | 53.99 | QB    |
| 10   | 3       | 6    | Keir Ogilvie         | CAN Canadá                          | 54.22 | QB    |
| 11   | 2       | 5    | Jorge Iga            | MEX México                          | 54.30 | WD    |
| 12   | 3       | 2    | Benjamín Schnapp     | CHI Chile                           | 54.56 | QB    |
| 13   | 2       | 3    | Emil Pérez           | VEN Venezuela                       | 54.63 | QB    |
| 14   | 2       | 2    | Zarek Wilson         | TTO Trinidad e Tobago               | 54.74 | QB    |
| 15   | 2       | 6    | Benjamin Hockin      | PAR Paraguai                        | 54.76 | QB    |
| 16   | 4       | 7    | Elías Ardiles        | CHI Chile                           | 55.04 | QB    |
| 17   | 4       | 1    | Estebán Nuñez        | BOL Bolívia                         | 55.10 | QB    |
| 18   | 2       | 7    | Carlos Vásquez       | HON Honduras                        | 55.14 |       |
| 19   | 1       | 6    | Mikel Schreuders     | ARU Aruba                           | 55.92 |       |
| 20   | 3       | 8    | Emmanuel Gadson      | BAH Bahamas                         | 56.32 |       |
| 21   | 3       | 1    | Jeancarlo Calderón   | PAN Panamá                          | 56.50 |       |
| 22   | 3       | 7    | Jayhan Odlum-Smith   | LCA Santa Lúcia                     | 56.56 |       |
| 23   | 2       | 8    | Sidrell Williams     | JAM Jamaica                         | 56.79 |       |
| 24   | 4       | 8    | Zackary Gresham      | GRN Granada                         | 56.91 |       |
| 25   | 1       | 4    | Christopher Gossmann | EAI Equipe de Atletas Independentes | 57.02 |       |
| 26   | 1       | 5    | Gerald Hernández     | NCA Nicarágua                       | 57.90 |       |
| 27   | 1       | 2    | Xavier Ventura       | ESA El Salvador                     | 58.61 |       |
| 28   | 1       | 3    | Irvin Hoost          | SUR Suriname                        | 58.76 |       |
| 29   | 1       | 7    | Adriel Sanes         | ISV Ilhas Virgens Americanas        | 58.86 |       |
| –    | 2       | 1    | Noah Mascoll-Gomes   | ANT Antígua e Barbuda               | DNS   |       |

### Final B
A final B foi realizada em 22 de outubro.
| Pos. | Raia | Atleta           | Nacionalidade         | Tempo | Notas |
| ---- | ---- | ---------------- | --------------------- | ----- | ----- |
| 9    | 4    | Esnaider Reales  | COL Colômbia          | 53.87 |       |
| 10   | 5    | Keir Ogilvie     | CAN Canadá            | 54.15 |       |
| 11   | 3    | Benjamín Schnapp | CHI Chile             | 54.35 |       |
| 12   | 7    | Benjamin Hockin  | PAR Paraguai          | 54.57 |       |
| 13   | 1    | Elías Ardiles    | CHI Chile             | 54.60 |       |
| 14   | 2    | Zarek Wilson     | TTO Trinidad e Tobago | 54.61 |       |
| 15   | 8    | Estebán Nuñez    | BOL Bolívia           | 54.71 |       |
| 16   | 6    | Emil Pérez       | VEN Venezuela         | 55.08 |       |

### Final A
A final A foi realizada em 22 de outubro.
| Pos. | Raia | Atleta         | Nacionalidade      | Tempo | Notas |
| ---- | ---- | -------------- | ------------------ | ----- | ----- |
| 01 ! | 4    | Lukas Miller   | USA Estados Unidos | 51.98 |       |
| 02 ! | 5    | Vinicius Lanza | BRA Brasil         | 52.52 |       |
| 03 ! | 2    | Arsenio Bustos | USA Estados Unidos | 52.60 |       |
| 4    | 7    | Finlay Knox    | CAN Canadá         | 52.89 |       |
| 5    | 3    | Jorge Otaiza   | VEN Venezuela      | 52.95 |       |
| 6    | 6    | Victor Baganha | BRA Brasil         | 53.00 |       |
| 7    | 1    | Ángel Martínez | MEX México         | 53.73 |       |
| 8    | 8    | David Arias    | COL Colômbia       | 53.79 |       |

Legenda
| Recorde mundial                  | Recorde mundial (World record)               |                       | Recorde africano                      | Recorde africano (African) |                                           | Q | Classificado por posição (Qualified) |
| Recorde dos Jogos Pan-Americanos | Recorde pan-americano (Pan-American record)  | Recorde da América    | Recorde da América (Americas)         | q                          | Classificado por melhor tempo (Qualified) |   |                                      |
| Melhor marca do ano              | Melhor marca do ano (World leading)          | Recorde asiático      | Recorde asiático (Asian)              | DNS                        | Não largou (Did not start)                |   |                                      |
| Recorde nacional                 | Recorde nacional (National record)           | Recorde europeu       | Recorde europeu (European)            | DNF                        | Não terminou (Did not finish)             |   |                                      |
| Recorde pessoal                  | Recorde pessoal do atleta (Personal best)    | Recorde da Oceania    | Recorde da Oceania (Oceania)          | DSQ / DQ                   | Desclassificado (Disqualified)            |   |                                      |
| Recorde da temporada             | Recorde da temporada do atleta (Season best) | Recorde sul-americano | Recorde sul-americano (South America) | NM                         | Sem marca (No mark)                       |   |                                      |